# Ligidium cycladicum
Ligidium cycladicum är en kräftdjursart som beskrevs av Matsakis 1977. Ligidium cycladicum ingår i släktet Ligidium och familjen gisselgråsuggor.

## Underarter
Arten delas in i följande underarter:
- L. c. keansis
- L. c. cycladicum